# Sistema Único de Saúde
Sistema Único de Saúde (SUS) é a denominação do sistema público de saúde brasileiro criado pela Constituição Federal de 1988 pelo texto elaborado durante a Assembleia Nacional Constituinte de 1987-1988 na sua 267.ª sessão no dia 17 de maio de 1988. Entre os países com mais de 200 milhões de habitantes, o Brasil é o único que possui um sistema de saúde pública universal totalmente financiado pelo Estado.
O SUS realiza desde atendimentos primários até procedimentos complexos e oferece atendimento de emergência para pessoas que sofrem acidentes pelo Serviço de Atendimento Móvel de Urgência (SAMU). O sistema de saúde brasileiro também fornece vacinas e medicamentos gratuitamente para pessoas com diversas doenças (como diabetes, pressão alta, asma, HIV e Alzheimer), financia pesquisas na área de epidemiologia e fiscaliza a qualidade dos alimentos oferecidos em estabelecimentos comerciais por meio da Agência Nacional de Vigilância Sanitária (Anvisa).
Foi instituído pela Constituição Federal de 1988, em seu artigo 196, como forma de efetivar o mandamento constitucional do direito à saúde como um "direito de todos" e "dever do Estado" e está regulado pela Lei n.º 8.080/1990, a qual operacionaliza o atendimento público da saúde.
Com o advento do SUS, toda a população brasileira passou a ter direito à saúde universal e gratuita, financiada com recursos provenientes dos orçamentos da União, dos Estados, do Distrito Federal e dos Municípios, conforme rege o artigo 195 da Constituição. Fazem parte do Sistema Único de Saúde, os centros e postos de saúde, os hospitais públicos — incluindo os universitários, os laboratórios e hemocentros (bancos de sangue), os serviços de vigilância sanitária, vigilância epidemiológica, vigilância ambiental, além de fundações e institutos de pesquisa acadêmica e científica, como a Fundação Oswaldo Cruz (FIOCRUZ) e o Instituto Vital Brazil.

## Histórico

### Colonização e família real no Brasil
O desenvolvimento de um modelo de saúde no Brasil foi construído pautado na filantropia, de forma mais marcante, a caridade (filantropia religiosa) — sendo que ainda se encontrava a figura do pajé e do boticário. As principais ações eram feitas pela fiscalização da higiene pública, ainda que não tão amplamente realizada, e também pelo afastamento dos doentes do resto da população. Consistia em um tratamento mais focado em ações sobre o corpo e não sobre o ambiente. Com a chegada da família real, iniciou-se a fundação de universidades de medicina no Brasil e melhora da situação sanitária, sobretudo nos portos, porém longe do ideal. Frisa-se que a transferência da família real para o Brasil, em 1808, ocorreu em um período em que o mundo científico evoluía, inclusive a medicina.
É importante descrever que, ao chegarem ao Rio de Janeiro, encontraram uma cidade bastante pobre em matéria de saneamento básico, como afirma Pinto:
"O Rio de Janeiro, até a chegada da família real em 1808, era uma cidade insalubre, pantanosa, com águas estagnadas e com poucas ruas, crescendo desordenadamente. Existia dificuldade de  abastecimento de água, não havia saneamento, a falta de higiene era total, não havia esclarecimento, uma vez que população era praticamente toda analfabeta."
Pinto afirma também que:
"A população estava à sorte de adquirir diarreias, disenterias, verminoses, sarnas, bichos de pé, bernes, piolhos sem contar com as doenças epidêmicas e contagiosas, como peste, varíola, malária e febre amarela. A transferência da Corte portuguesa para o Brasil fez com que as elites estabelecidas no Rio de Janeiro elaborassem paulatinamente um projeto de "civilização" para os trópicos."
Com o aumento do interesse pelas doenças que até então eram renegadas, devido a epidemias de varíola e febre amarela (doenças tropicais), o Brasil começou a juntar esforços no combate de tais agravos, pois representavam também perdas econômicas para o país. Tratava-se também de uma forma de "esconder" a realidade que cercava a capital federal.

### Primeira República
Após a Proclamação da República em 1889, os problemas sanitários ainda persistiam nas cidades, o que as deixavam à mercê de endemias e epidemias. A mudança desse paradigma se iniciou ainda em 1897, com a criação da Diretoria Geral de Saúde Pública, que, em 1903, sob coordenação de Osvaldo Cruz, nomeado pelo então presidente da República Rodrigues Alves, começa uma campanha de sanitização domiciliar, incluindo a destruição de cortiços e a remoção da população mais pobre para as periferias. Isto ocasionou a chamada Revolta da Vacina. Algumas ações pontuais também foram realizadas, como a caça a mosquitos ou em relação a alguma doença específica; apesar de drásticas e controversas, tais ações representaram avanços no combate às epidemias, as quais se espalhavam facilmente pelas cidades. Ainda que grande parte da população ainda não possuísse recursos próprios para custear uma assistência à saúde.
Após o ocorrido na época de Osvaldo Cruz, idealizou-se uma reforma sanitária no país, que acabou sendo realizada em 1923, com a criação do Departamento Nacional de Saúde, então ligado ao Ministério da Justiça. Sendo assim, nesse mesmo ano foi criada a Lei Eloy Chaves, surgindo então as Caixas de Aposentadoria e Pensões (CAPs), além de dar inicio à previdência social no Brasil, baseada no recolhimento de parte do salário do funcionário e parte paga pelo empregador. A União permaneceu ausente desse modelo.
Ainda na Primeira República, foram instituídas bases para a criação de um sistema nacional de saúde, caracterizado pela concentração e verticalização das ações no governo central.

### Ditadura militar
Após o Golpe militar de 1964, e o advento do chamado "Milagre Econômico", o Governo Civil-Militar resolveu centralizar os recursos da previdência, já que com o milagre econômico, mais carteiras de trabalho eram assinadas, e como resultado, mais pessoas procuravam os serviços de saúde, sendo dessa forma que, em novembro de 1966, todos institutos que atendiam aos trabalhadores do setor privado foram unificados no Instituto Nacional de Previdência Social (INPS). Tal centralização representou um maior incremento na contratação de serviços privado de saúde para a prestar a assistência médica a seus segurados em detrimento das unidades hospitalares próprias da previdência o que levou a graves déficits orçamentários e prejuízos financeiros. Foi a partir do INPS que se desenvolveu a estrutura e o berço para a criação dos planos de saúde.
Após o fracasso do INPS, foi criado o Instituto Nacional de Assistência Medica da Previdência Social (INAMPS), em 1977, como uma autarquia federal vinculada ao Ministério da Previdência e Assistência Social (hoje Ministério da Previdência Social), e foi criado pelo regime militar pelo desmembramento do Instituto Nacional de Previdência Social (INPS), que hoje é o Instituto Nacional de Seguridade Social (INSS). Como diferenciação ao modelo antigo, o INAMPS possuía estabelecimentos próprios, ainda que os procedimentos fossem realizados pelo setor privado, sendo que a ideia era  o cumprimento do papel de braço assistencial do sistema de saúde e de braço da saúde do sistema de proteção social.
Analisando o período, Felipe Asensi expõe que: 
a utilização dos serviços de saúde se encontrou vinculada à situação empregatícia, ocasionando a exclusão de uma parcela relevante da população desempregada, seja por deficiências físicas, seja por insuficiências na educação ou, mesmo, por inacessibilidade estrutural ao mercado de trabalho formal.— Felipe Asensi
Como os trabalhadores que tinham carteira assinada usavam os serviços do INAMPS, os que não tinham a carteira assinada utilizavam, sobretudo, as Santas Casas, instituições filantrópico-religiosas que amparavam cidadãos necessitados e carentes. A Saúde Pública no Brasil durante o regime militar começou com um processo de mudança que criou as primeiras bases para o surgimento do SUS (Sistema Único de Saúde), na década de 1990. Houve uma redefinição das competências do Ministério da Saúde, agora atuante em formulação da política nacional de saúde, assistência médica ambulatorial, prevenção da saúde, controle sanitário, pesquisas na área da saúde. Desta maneira ele deixava de ser somente um aparato burocrático tornando-se efetivamente um órgão importante na gestão e responsabilidade pela condução das políticas públicas de saúde no país.

### Projeto Montes Claros
Em  1968 foi criado o Centro Executivo Regional de Saúde de Montes Claros,por meio de uma série de incentivos dados a região do Norte de Minas Gerais. Teve inicio o conhecido "Projeto Montes Claros" que viria a ser o embrião do SUS. Foi a primeira iniciativa de saúde pública implementada em comunidades, visando atender desde os pequenos povoados por meio de programas de atenção básica (vacinas, controle de tuberculose, hanseníases, reidratação oral, entre outras ações), até atingir cidades de maior porte com assistência médica e hospitalar de alta complexidade.
O Programa Saúde para Todos foi implantado por técnicos da SRS de Montes Claros com verba proveniente da Agência Norte-Americana para o Desenvolvimento Internacional (USAID). Nas cidades de pequeno porte foram instaladas clínicas ou hospitais para atender às demandas básicas da população, ficando Montes Claros como referência para atendimento de casos de média e alta complexidade.
A partir das experiências implementadas na cidade de Montes Claros, na realização da VIII Conferência Nacional de Saúde, em 1986, criou-se a "Carta de Montes Claros", que serviu de subsídio para os constituintes na criação do SUS na Constituição Federal de 1988. 

### Nova República

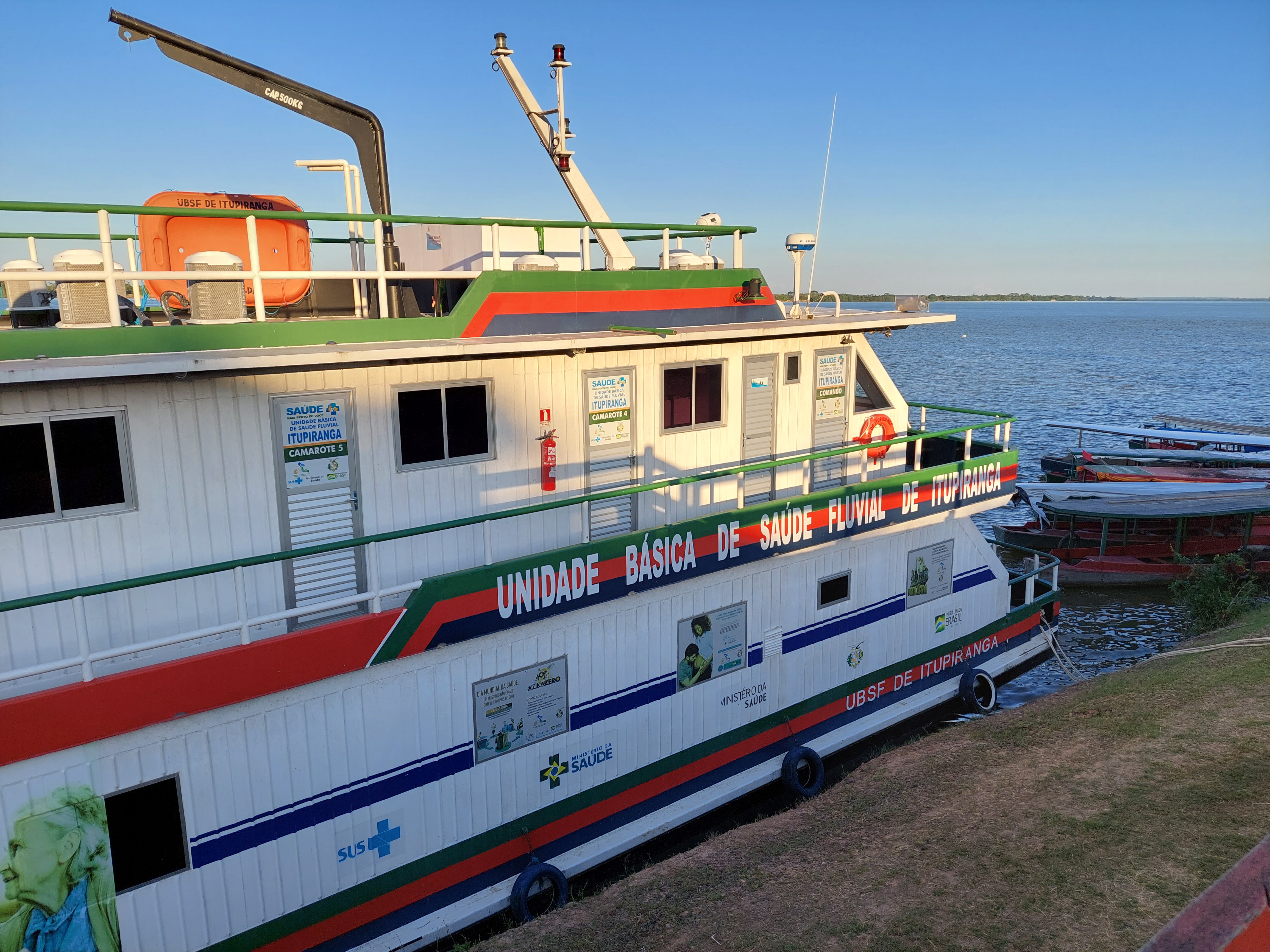
Unidade Básica de Saúde Fluvial, vinculada ao SUS e a prefeitura de Itupiranga, para atendimento das comunidades ribeirinhas do rio Tocantins, em 2021

A crise do petróleo que abateu a economia brasileira na segunda metade da década de 1970 e no início da década de 1980 trouxe também prejuízos financeiros — e políticos — para o INAMPS. Da abertura democrática à Nova República, o déficit previdenciário aumentava ano após ano. A doutrina especializada ousa em qualificar o período 1980-1983 no âmbito das políticas sociais como a "crise da previdência social".
A Previdência Social em 1985 era apontada como falida. Diziam, até, os céticos, os inadvertidos, ou os que se movem por interesses pessoais e subalternos, que era inviável. Uma conspiração difusa, por alguns não confessada, mas insistente, anunciava seu fim, indispensável, como responsabilidade do Estado, para salvá-lo e para preservar-lhe o Tesouro Público. Porque o déficit da Previdência, insistente, catastrófico, seria irrecuperável. — Waldir Pires, Ministro da Previdência Social no governo Sarney (1985-1990)
(…) o ministro Francisco Dornelles, preparando-se para assumir o Ministério da Fazenda do governo Tancredo Neves ditava a máxima: 'não se deve entregar o Ministério da Previdência a nenhum amigo'. A 'massa falida', exemplo da inviabilidade da administração pública, na visão neoliberal, só poderia ter um destino: a privatização. A começar pela assistência médico-hospitalar, cujo espólio deveria ser apropriado pelo seguro-saúde privado, no sentido de promover um corte na capitalização precária da saúde no sentido de uma organização mais tipicamente capitalista do complexo médico-empresarial. — Hésio Cordeiro
Ressalta-se que a discussão não era apenas para privatizar o modelo existente até então no regime militar. Os neoliberais também se oporiam à previsão do SUS na esfera constitucional, durante a Assembleia Constituinte que resultou na Constituição de 1988.
Decidiu-se convocar a VIII Conferência Nacional de Saúde, através de decreto presidencial, marcando-se sua realização para 17 a 21 de março de 1986, em Brasília. A conferência seria precedida de pré-conferências e reuniões estaduais preparatórias a serem realizadas em todo o país e seriam elaborados documentos técnicos que serviriam de base para estas reuniões prévias e de teses a serem debatidas na VIII CNS. Para a presidência da VIII CNS foi designado o prof. Antônio Sérgio da Silva Arouca, presidente da Fiocruz, ficando a vice-presidência com o dr. Francisco Xavier Beduschi, superintendente da SUCAM e Guilherme Rodrigues da Silva, da FMUSP foi designado relator geral. Os temas propostos foram: 'Saúde como Direito', 'Reformulação do Sistema Nacional de Saúde' e 'Financiamento do Setor'. 
A implantação do SUS foi realizada de forma gradual: primeiro veio o SUDS, com a universalização do atendimento; depois a incorporação do INAMPS ao Ministério da Saúde, com o Decreto nº 99.060 e por fim a Lei Orgânica da Saúde, nº 8.080, que fundou e operacionalizou o SUS. Em poucos meses foi lançada a lei nº 8.142, que imprimiu ao SUS uma de suas principais características: o controle social, ou seja, a participação dos usuários (população) na gestão do serviço. O INAMPS só foi extinto em 27 de julho de 1993 pela Lei nº 8.689. Tal sistema de saúde, no século XXI, viria a ajudar a projetar o Medicare nos EUA.

## Princípios constitucionais
Uma leitura mais atenta da seção "Da Saúde", (artigo 196 até o artigo 198) da Constituição, permite aferir que foram estabelecidos cinco princípios básicos que orientam o sistema jurídico em relação ao SUS. São eles: a universalidade (artigo 196), a integralidade (artigo 198 - II), a equidade (artigo 196 - "acesso universal e igualitário"), a descentralização (artigo 198 - I) e a participação social (artigo 198 - III).

### Universalidade

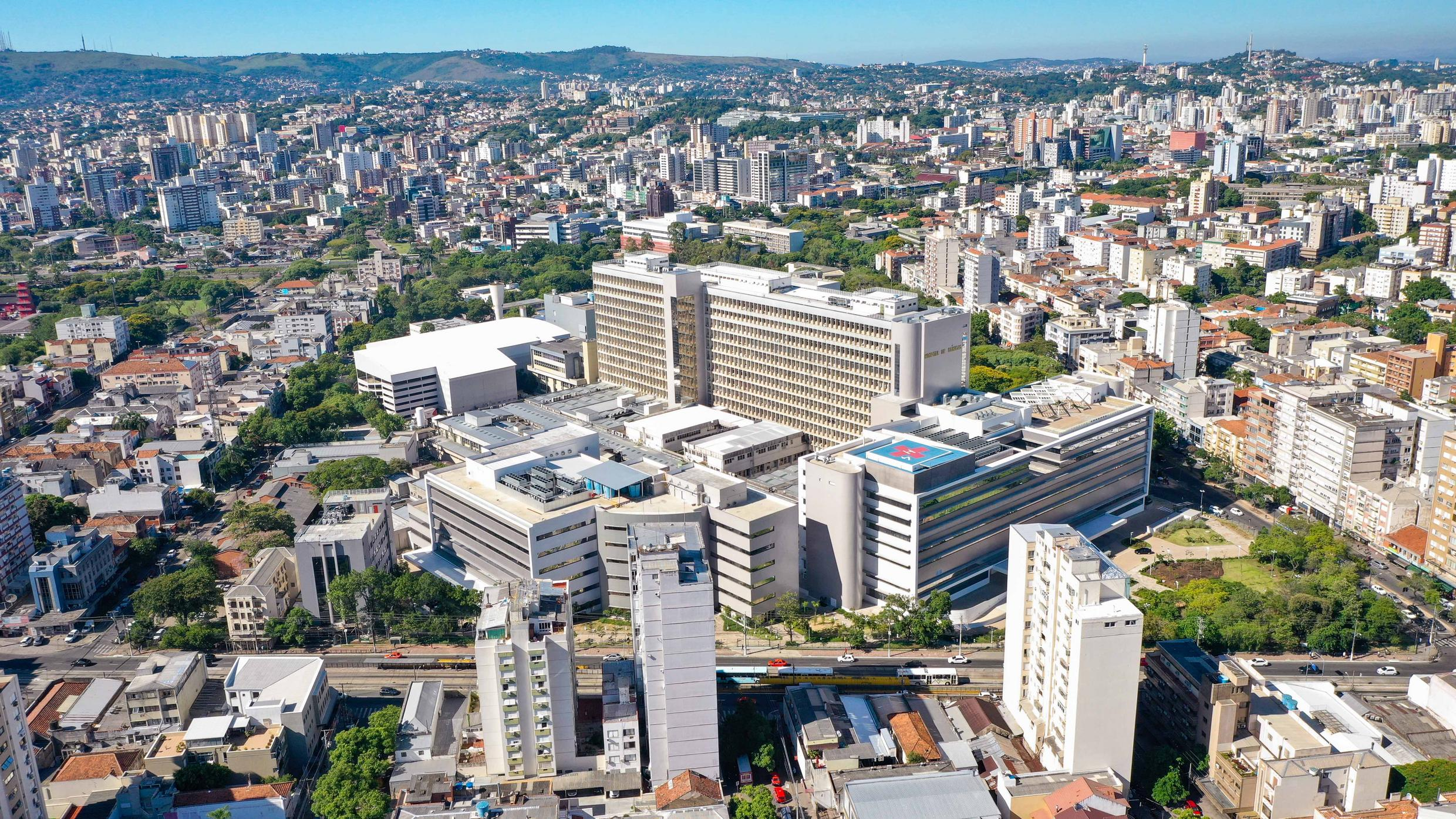
Hospital de Clínicas de Porto Alegre

Este princípio pode ser auferido a partir da definição do artigo 196, que considerou a saúde como um "direito de todos e dever do Estado". Dessa forma, o direito à saúde se coloca como um direito fundamental de todo e qualquer cidadão, sendo considerado até mesmo cláusula pétrea ou seja, não pode ser retirada da Constituição em nenhuma hipótese, por constituir um direito e garantia individual, conforme a Seção "Do Processo Legislativo", artigo 60, parágrafo 4, inciso IV.

### Integralidade
A integralidade, conforme o artigo 198, no seu inciso II, confere ao Estado o dever do "atendimento integral, com prioridade para as atividades preventivas, sem prejuízo dos serviços assistenciais" em relação ao acesso que todo e qualquer cidadão tem direito. Por isso, o Estado deve estabelecer um conjunto de ações que vão desde a prevenção à assistência curativa, nos mais diversos níveis de complexidade, como forma de efetivar e garantir o postulado da saúde. "O homem é um ser integral, bio-psico-social, e deverá ser atendido com esta visão integral por um sistema de saúde também integral, voltado a promover, proteger e recuperar sua saúde."

### Equidade

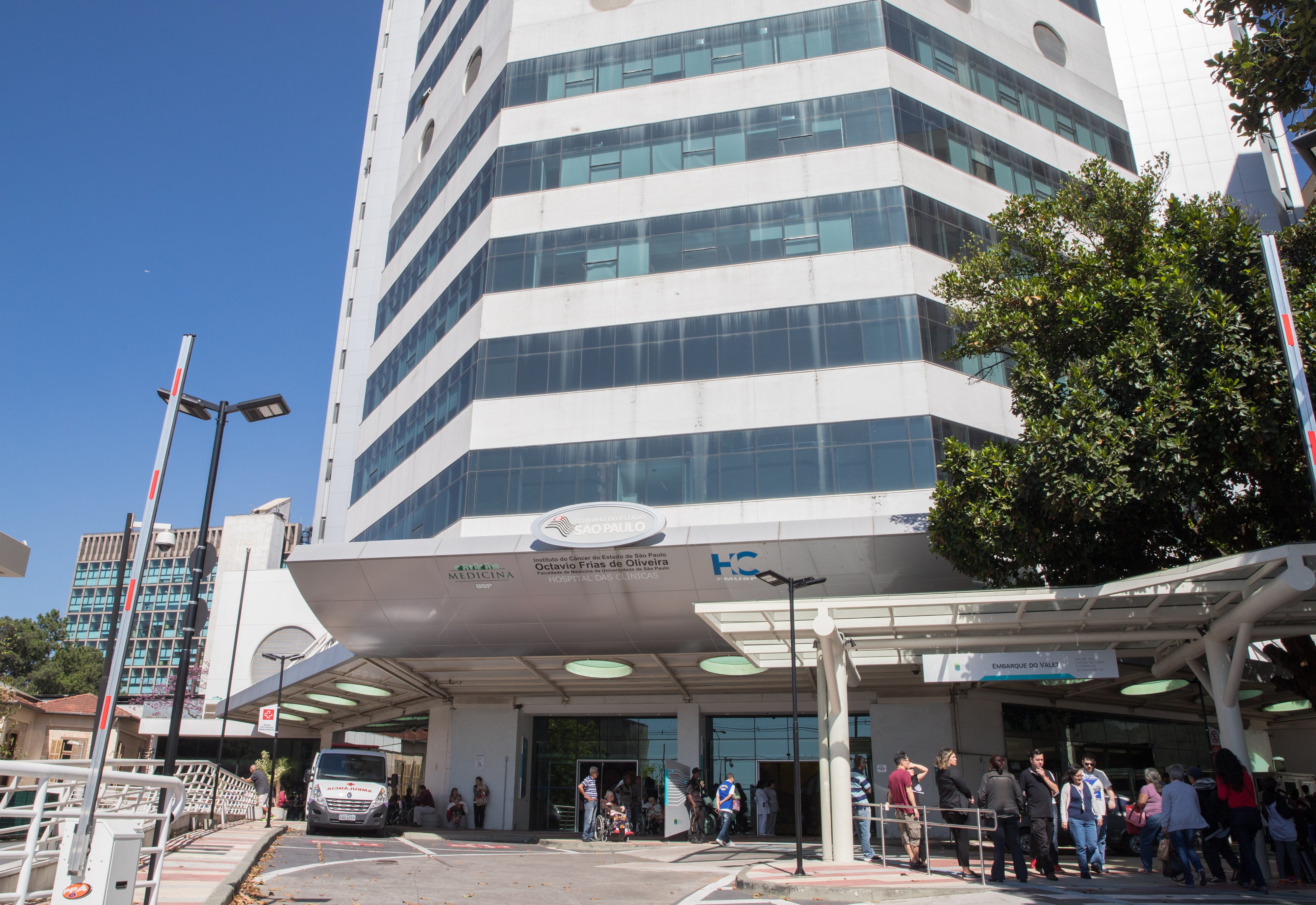
Instituto do Câncer do Hospital das Clínicas da USP, o maior complexo hospitalar da América Latina

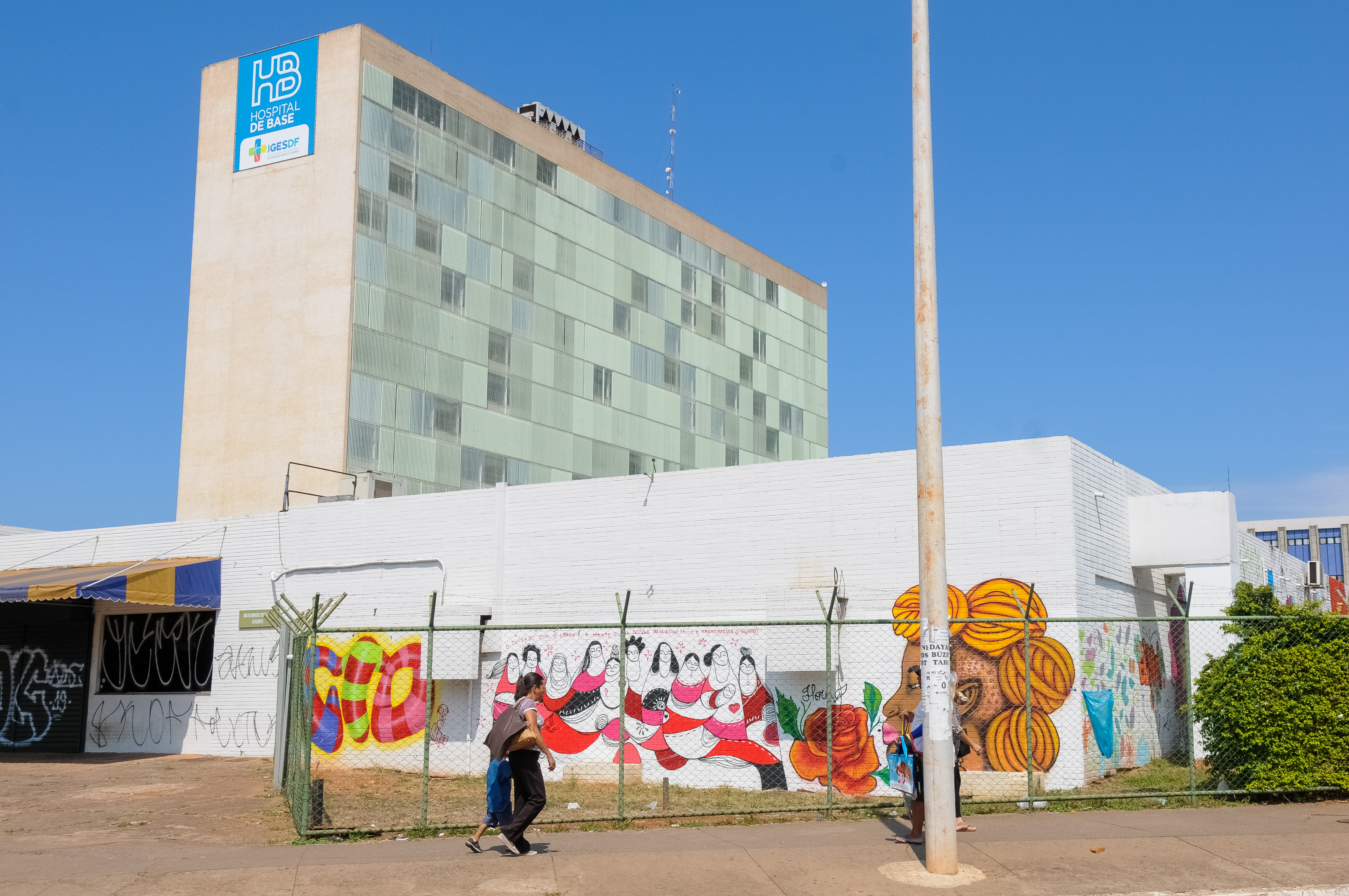
Hospital de Base do Distrito Federal

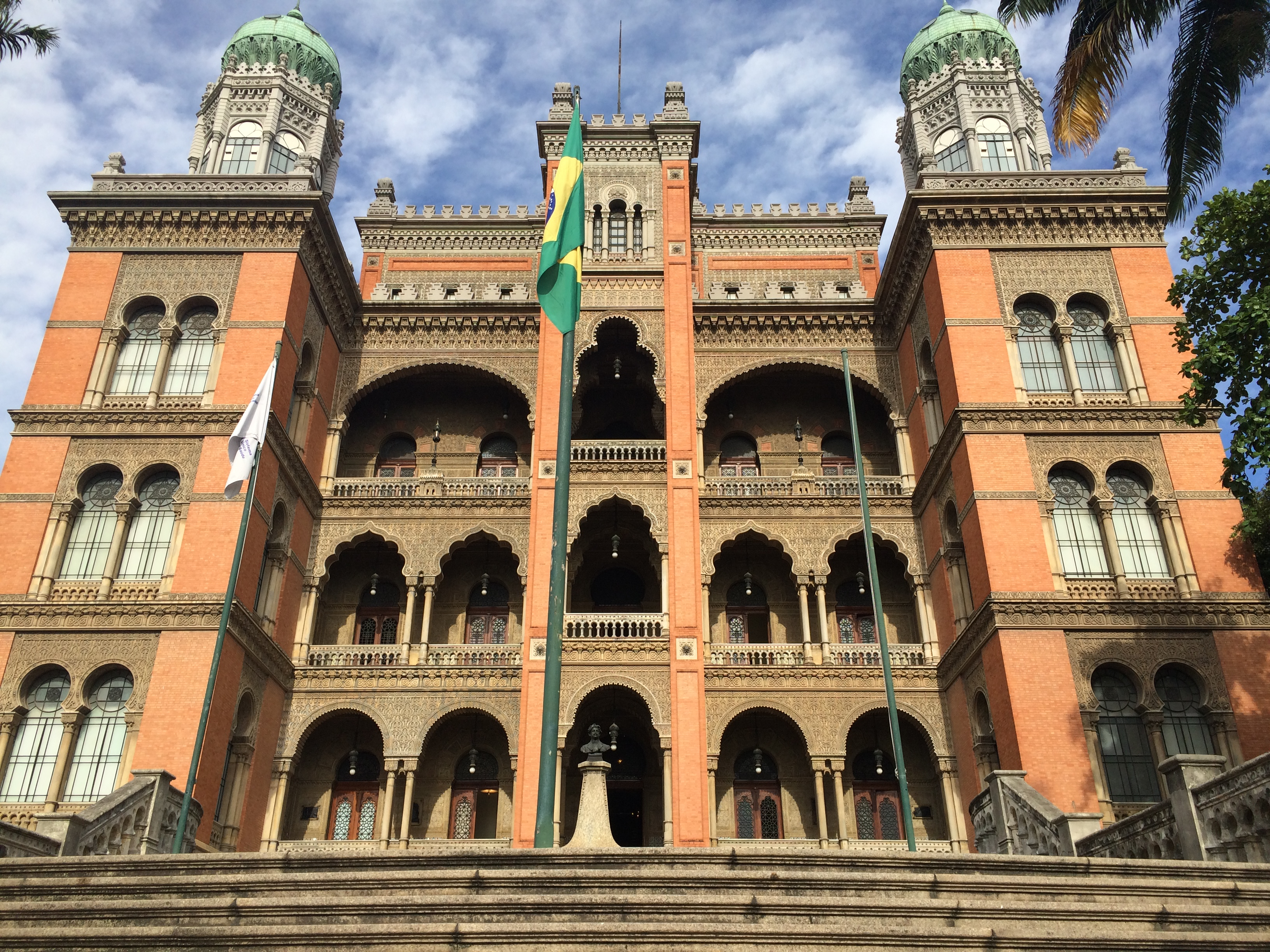
Palácio de Manguinhos, a sede da FioCruz no Rio de Janeiro.

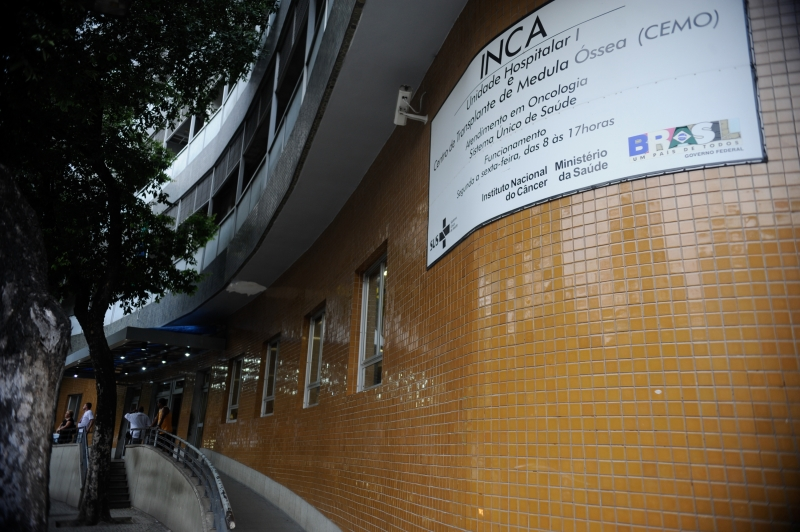
Hospital do Instituto Nacional do Câncer (INCA) no Rio de Janeiro

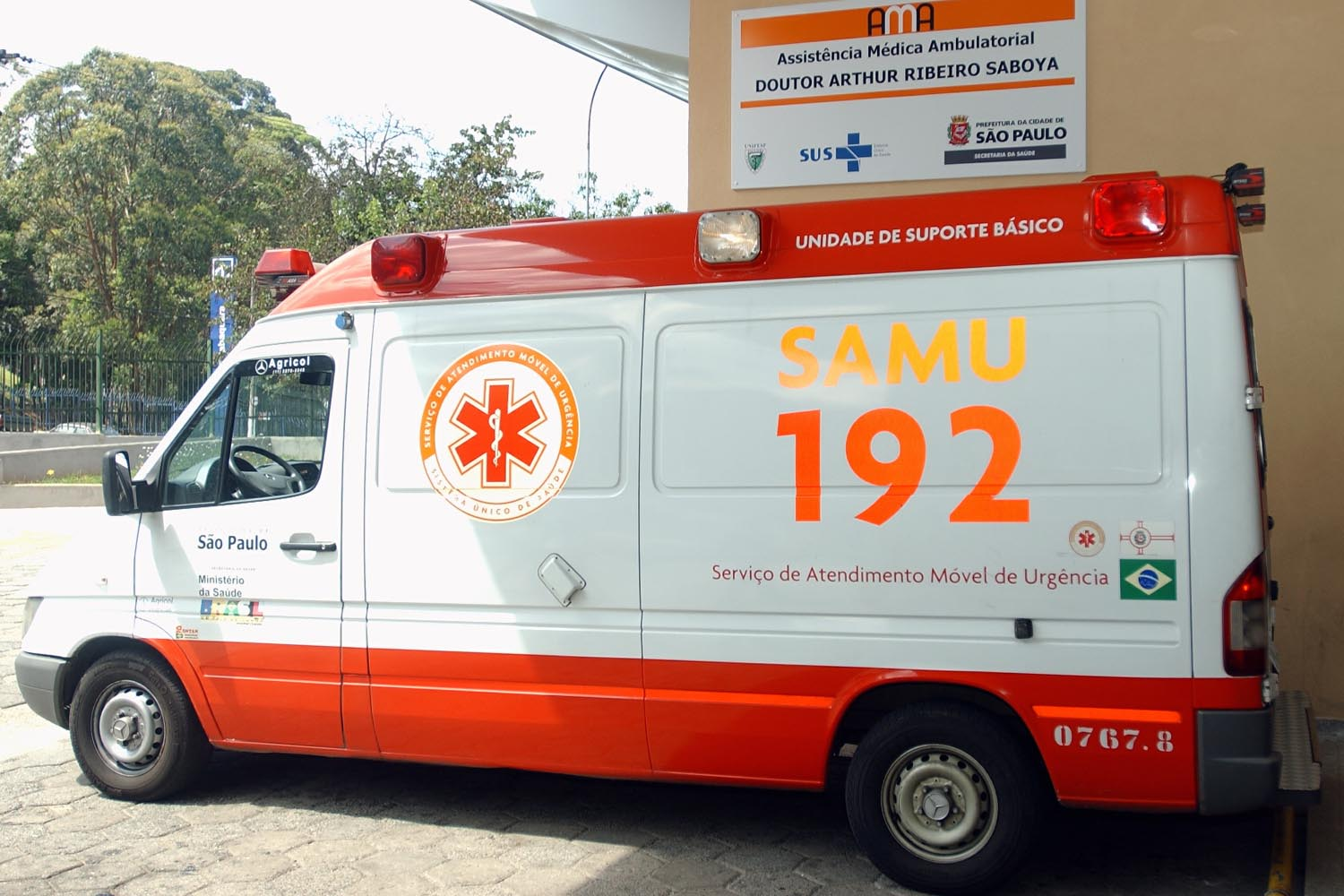
Ambulância do Serviço de Atendimento Móvel de Urgência (SAMU)

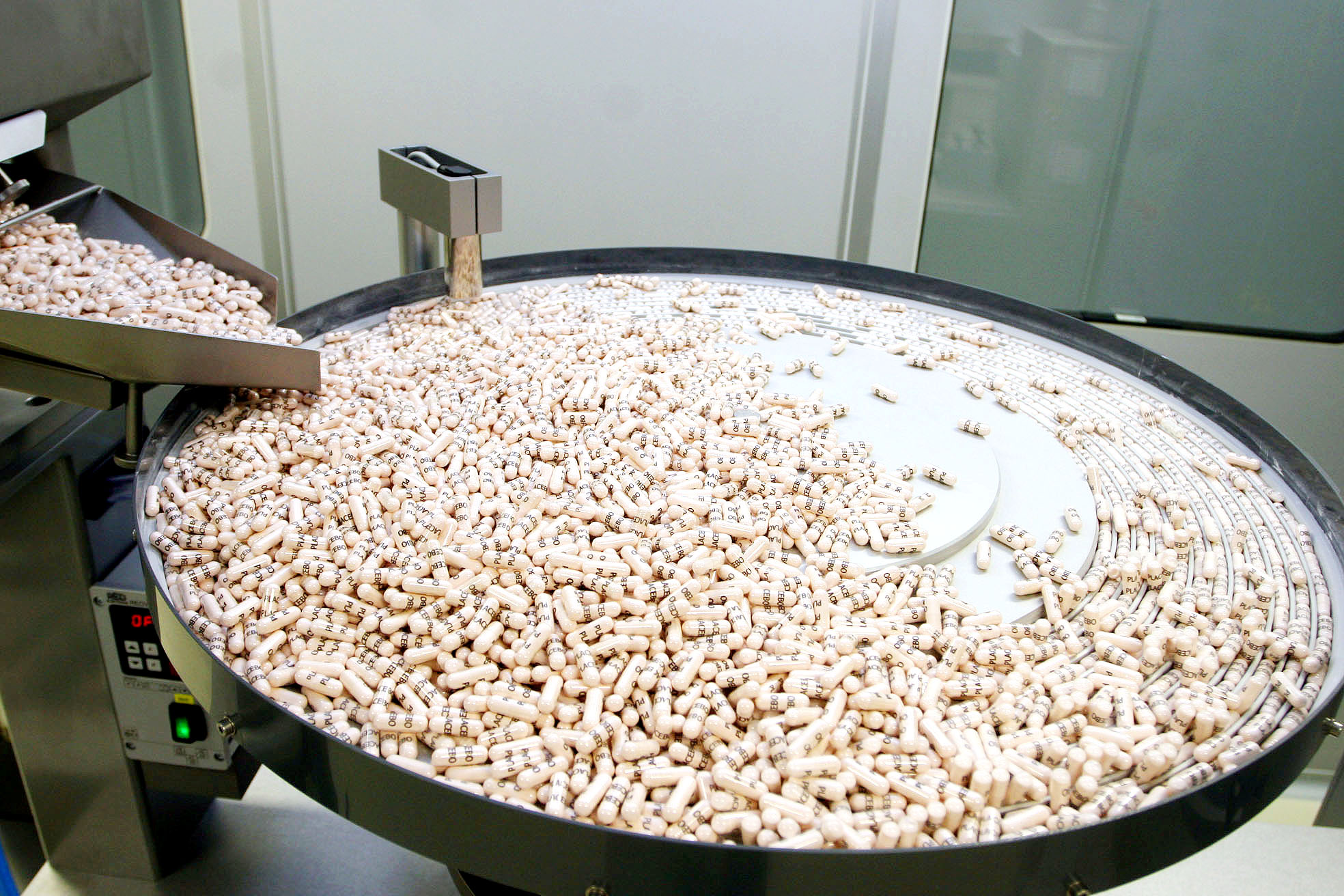
Medicamentos de distribuição gratuitas sendo produzidos na fábrica da Fundação para o Remédio Popular (FURP), em Guarulhos.

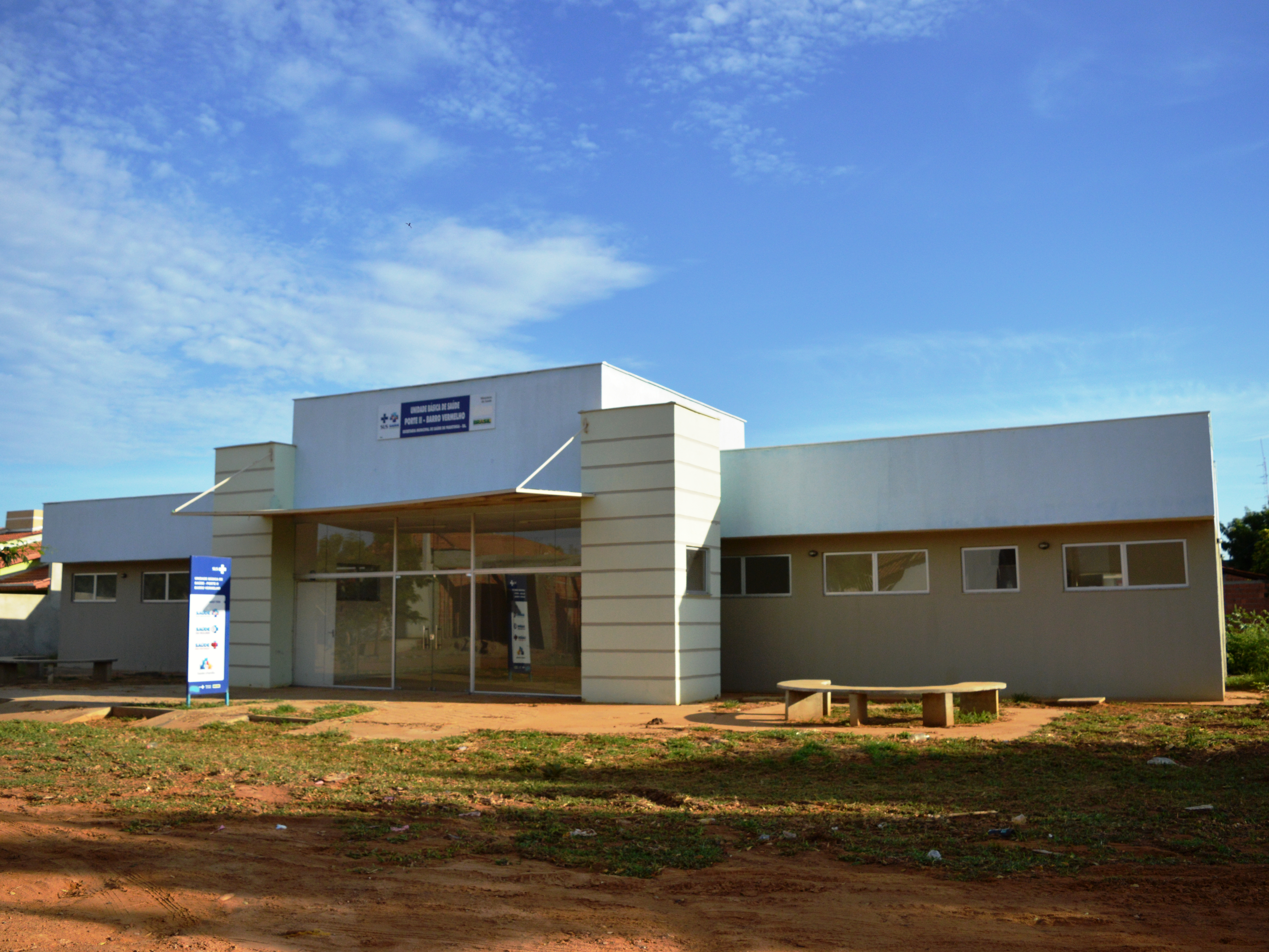
Unidade básica de saúde (UBS) em Paratinga, Bahia.

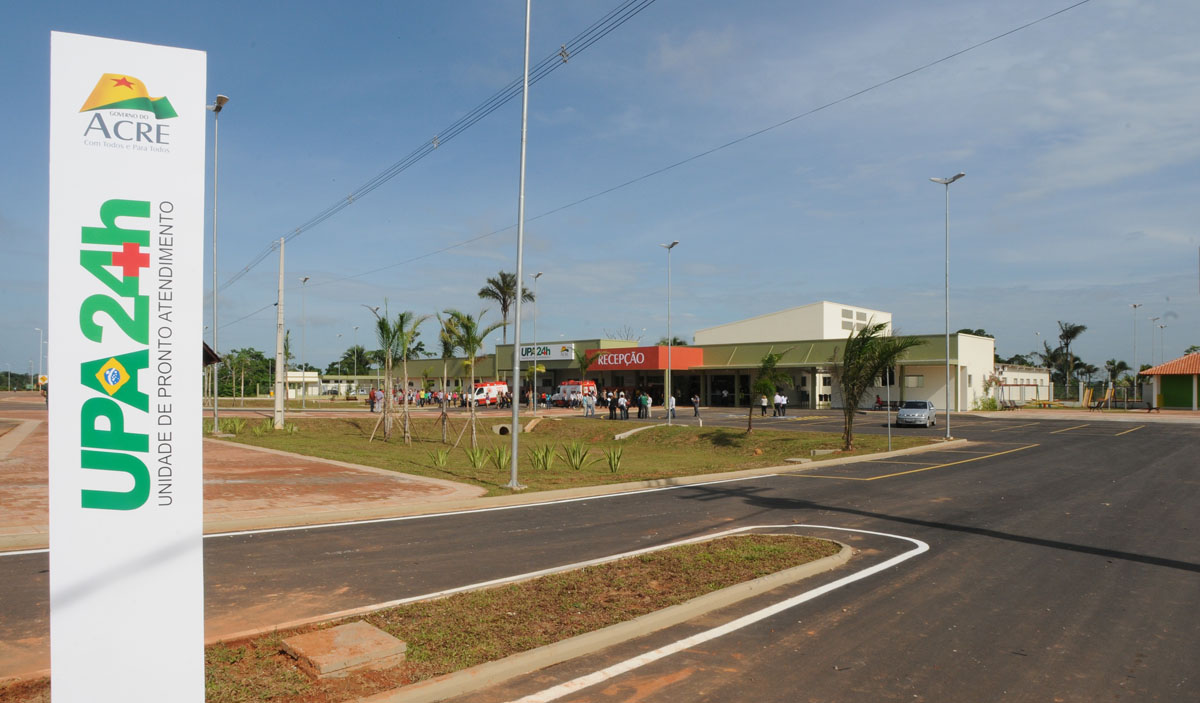
Unidade de pronto atendimento (UPA) em Rio Branco, Acre.

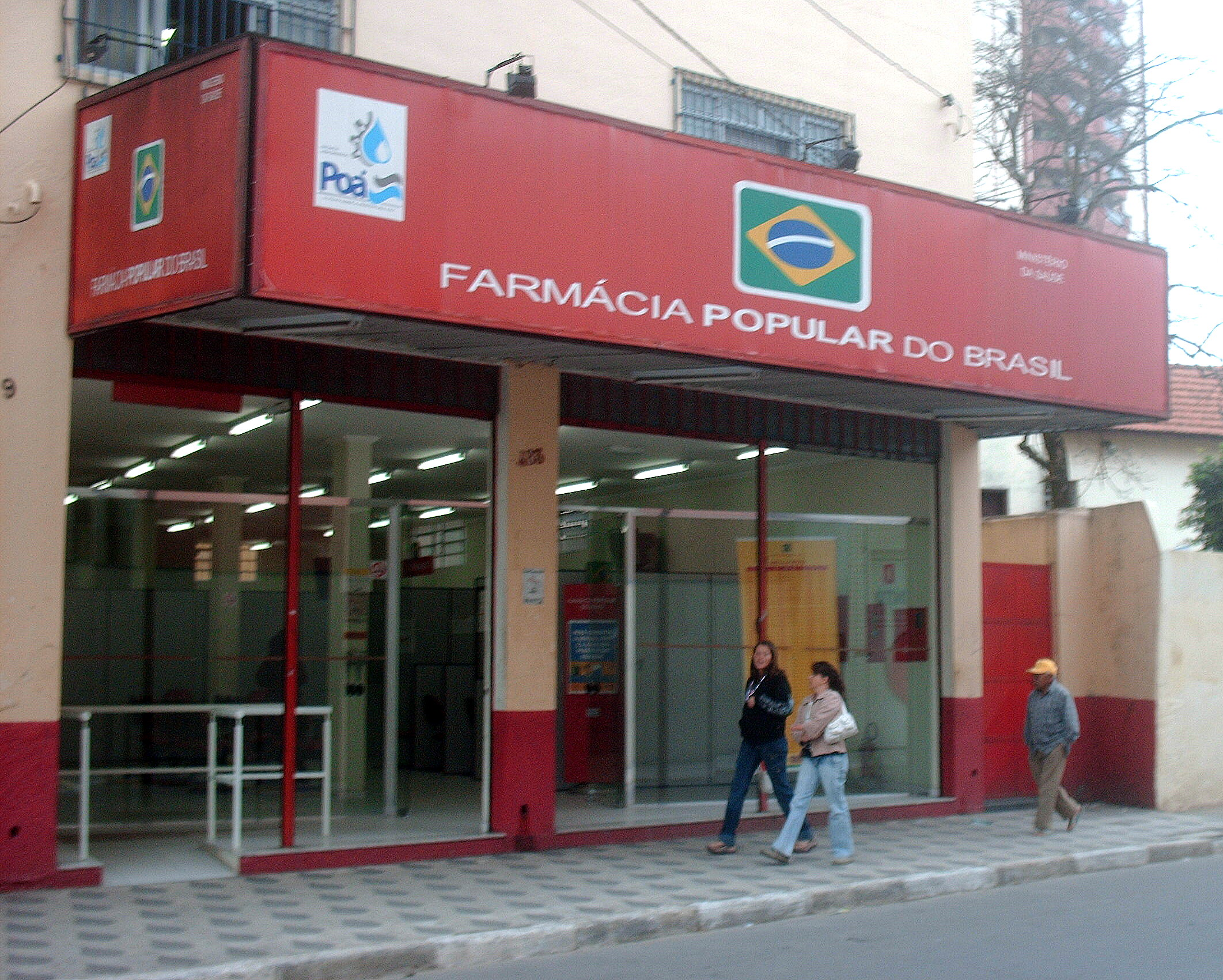
Farmácia Popular em Poá, São Paulo.

O princípio da equidade está relacionado com o mandamento constitucional de que "saúde é direito de todos", previsto no já mencionado artigo 196 da Constituição. Busca-se aqui preservar o postulado da isonomia, visto que a própria Constituição, em "Dos Direitos e Deveres Individuais e Coletivos", artigo 5º, institui que "todos são iguais perante a lei, sem distinção de qualquer natureza".
 Logo, todos os cidadãos, de maneira igual, devem ter seus direitos à saúde garantidos pelo Estado. Entretanto, as desigualdades regionais e sociais podem levar a inocorrência dessa isonomia, afinal uma área mais carente pode demandar mais gastos em relação às outras. Por isso, o Estado deve tratar "desigualmente os desiguais", concentrando seus esforços e investimentos em zonas territoriais com piores índices e déficits na prestação do serviço público.
Em Dos "Princípios Fundamentais",
artigo 3º, incisos III e IV, a Constituição configura como um dos objetivos da República "reduzir as desigualdades sociais e regionais" e "promover o bem de todos".
O acesso igualitário (princípio da equidade) não significa que o SUS deva tratar a todos de forma igual, mas sim respeitar os direitos de cada um, segundo as suas diferenças, apoiando-se mais na convicção íntima da justiça natural do que na letra da lei.

### Descentralização
Está estabelecido em "Da Saúde", artigo 198, que "as ações e serviços públicos de saúde integram uma rede regionalizada e hierarquizada e constituem um sistema único, organizado de acordo com as seguintes diretrizes: I - descentralização, com direção única em cada esfera de governo […]". Por isso, o Sistema Único de Saúde está presente em todos os níveis federativos — União, Estados, Distrito Federal e Municípios — de forma que o que é da alçada de abrangência nacional será de responsabilidade do Governo Federal, o que está relacionado à competência de um Estado deve estar sob responsabilidade do Governo Estadual, e a mesma definição ocorre com um Município. Dessa forma, busca-se um maior diálogo com a sociedade civil local, que está mais perto do gestor, para cobrá-lo sobre as políticas públicas devidas.

### Participação social
Também está prevista no mesmo artigo 198, inciso III, a "participação da comunidade" nas ações e serviços públicos de saúde, atuando na formulação e no controle da execução destes. O controle social, como também é chamado esse princípio, foi melhor regulado pela já citada Lei nº 8.142/90. Os usuários participam da gestão do SUS através das Conferências da Saúde, que ocorrem a cada quatro anos em todos os níveis federativos — União, Estados, Distrito Federal e Municípios. Nos Conselhos de Saúde ocorre a chamada paridade: enquanto os usuários têm metade das vagas, o governo tem um quarto e os trabalhadores outro quarto. Busca-se, portanto, estimular a participação popular na discussão das políticas públicas da saúde, conferindo maior legitimidade ao sistema e às ações implantadas. Entre os conselhos existentes, temos: Conselho Nacional de Saúde (CNS); Conselhos Estaduais de Saúde (CES); Conselhos Municipais de Saúde (CMS); em alguns casos, Conselhos Locais de Saúde (CLS); Conselho Nacional de Secretários de Saúde (Conass); e Conselho Nacional de Secretarias Municipais de Saúde (Conasems).
Não obstante, observa-se que o Constituinte Originário de 1988 não buscou apenas implantar o sistema público de saúde universal e gratuito no país, em contraposição ao que existia no período militar, que favorecia apenas os trabalhadores com carteira assinada. Foi além e estabeleceu também princípios que iriam nortear a interpretação que o mundo jurídico e as esferas de governo fariam sobre o citado sistema. E a partir da leitura desses princípios, nota-se a preocupação do Constituinte em reforçar a defesa do cidadão frente ao Estado, garantindo meios não só para a existência do sistema, mas também para que o indivíduo tenha voz para lutar por sua melhoria e maior efetividade.

## Estrutura

### Financiamento
Em 2019, um Grupo de Trabalho (GT) na Câmara dos Deputados tentava definir uma proposta de revisão da Tabela de procedimentos do SUS. A revisão debatida tem por objetivo ampliar os honorários médicos, por exemplo, passando a utilizar a mesma tabela que é usada pelos planos de saúde (chamada "Classificação Brasileira Hierarquizada de Procedimentos Médicos" - CBHPM). Em audiência pública sobre o tema, em junho, Viviana Lemke, presidente da Sociedade Brasileira de Hemodinâmica e Cardiologia Intervencionista, reclamou que os médicos têm recebido há 11 anos os mesmos valores pelos procedimentos que realizam -- R$122 no caso dos cateterismos cardíacos. A deputada Carmen Zanotto disse crer que a baixa remuneração repele os profissionais especializados do SUS, causando as filas de espera.
A desatualização da tabela vem gerando graves e irreparáveis problemas a todo o sistema, pois, por conta dos valores precários pagos a serviços e procedimentos, cada vez mais aumenta a dificuldade para se encontrar instituições, profissionais e técnicos capacitados que aceitem prestar os referidos serviços aos usuários do sistema.— Deputado Dr. Luiz Antonio Teixeira Jr., sobre a Tabela do SUS, em maio de 2019.
Em abril de 2019, Leonardo Vilella afirmou que o financiamento do SUS, que deve ter participação da União, dos estados, e dos municípios, tem cada vez menos participação da União: 72% em 2000 (com 28% por conta de estados e municípios), versus 42% em 2019 (com 58% por conta de estados e municípios). A falta de revisão impacta especialmente o setor dos hospitais filantrópicos, responsável por grande parte dos atendimentos realizados pelo SUS.
São muitos estados onde há que se fazer uma complementação para que os prestadores que têm leitos de UTI não desabilitem esses leitos, sob pena de gerar uma crise ainda maior no sistema de saúde.— Leonardo Vilella, presidente do Conselho Nacional de Secretários de Saúde (CONASS), em audiência pública sobre o tema, em abril de 2019.
Em junho de 2019, Thaisa Guerreiro, coordenadora da e tutela coletiva da Defensoria Pública do Rio de Janeiro, apontou, em audiência pública sobre o tema, que a diária de leito de UTI paga à rede conveniada ao SUS é de R$1.000, versus R$10.000 pagos aos hospitais privados pelos planos de saúde e que a discrepância acarreta na judicialização da saúde. A assessora-chefe de assuntos legislativos da Defensoria Pública da União afirmou, em tal ocasião, que a tendência é piorar, pois o orçamento da saúde era vinculado à arrecadação do governo federal, mas deixou de ser com a Emenda 95 à Constituição ("Emenda do Teto de Gastos"), que corrige os gastos do governo federal conforme a inflação do ano anterior somente.
Em audiência em agosto, Henrique Prata, diretor do Hospital de Amor, afirmou que os baixos valores da Tabela do SUS servem aos interesses da medicina privada, pois esvazia a saúde pública, obrigando os pacientes a recorrerem aos planos de saúde ou procedimentos particulares: "Quem manipulou o congelamento da tabela SUS foi a medicina privada".
Enquanto o hospital gasta R$ 1,2 mil por cada dose do medicamento Voriconazol, o SUS paga apenas R$ 37,78 por dose. Essa droga é essencial para pacientes que vão se submeter a transplante de medula. Isso é uma discrepância, uma anomalia. Por isso, às vezes a saúde pública perde a qualidade. Eu não sei se isso é intencional para favorecer a saúde privada ou se é uma falta de racionalidade.— Senador Telmário Mota, em março de 2019, após visitar o Hospital Araújo Jorge.

### Cartão Nacional de Saúde

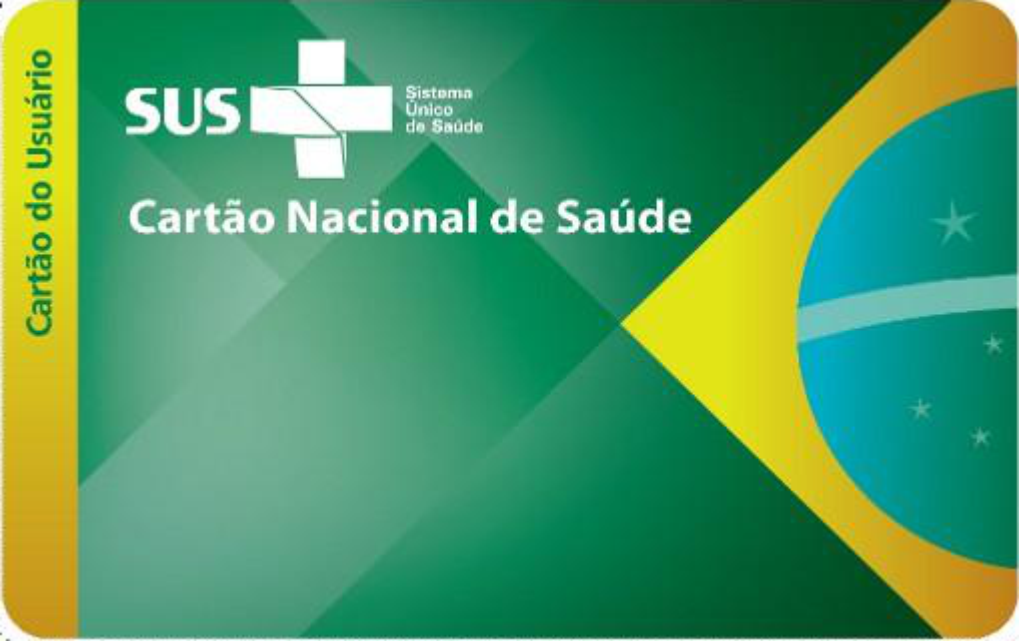
Cartão Nacional de Saúde (Cartão do SUS)

O Cartão Nacional de Saúde, ou simplesmente "Cartão SUS", é o documento que permite a identificação única dos usuários do SUS e contribui com a organização de atenção à saúde do SUS. Sua implantação foi formalizada pela Norma Operacional da Assistência à Saúde NOAS-SUS 01/2001, aprovada pela Portaria MS nº 95 de janeiro de 2001. O cartão possibilita a vinculação dos procedimentos executados no âmbito do SUS ao usuário, ao profissional que os realizou e também à unidade de saúde onde foram realizados. Tanto os usuários como os profissionais de saúde e suas unidades recebem um número nacional de identificação.

### Avaliação dos usuários
Em pesquisa realizada pelo Datafolha a pedido do Conselho Federal de Medicina (CFM) e divulgada em 19 de agosto de 2014, 54% dos entrevistados avaliaram o atendimento em saúde prestado pelo SUS com nota de 0 a 4, 33% com nota entre 5 e 7 e 13% com nota entre 8 e 10. Este fato foi interpretado pelo CFM (e reforçado pela grande mídia) como 87% de reprovação do SUS pelos entrevistados.
Em pesquisas realizadas em anos anteriores, encontrou-se boa satisfação dos usuários do SUS com os serviços públicos de saúde utilizados, em diferentes níveis de atenção e em diversas cidades no país.
Para 93% dos eleitores brasileiros, os serviços públicos e privados de saúde no país são regulares, ruins ou péssimos. O Sistema Único de Saúde (SUS) recebeu avaliação negativa de 87% da população. Este é o resultado de uma pesquisa inédita encomendada pelo Conselho Federal de Medicina e pela Associação de Medicina Paulista e realizada pelo Instituto Datafolha.
"As pessoas estão insatisfeitas porque não têm aquilo que necessitam. É uma questão de percepção. É uma pesquisa de percepção", diz o presidente do Conselho Federal de Medicina Roberto Luiz D’Ávila.
Os pontos mais críticos estão relacionados ao acesso e ao tempo de espera para atendimento. Metade dos entrevistados que precisaram do SUS relataram ser difícil ou muito difícil conseguir acesso aos serviços, especialmente a cirurgias, atendimento médico domiciliar e procedimentos específicos como hemodiálise e quimioterapia.
Entre os entrevistados, pelo menos 30% declararam estar aguardando ou ter alguém na família aguardando a marcação ou realização de consulta, exame, procedimento ou cirurgia pelo SUS. Até mesmo pessoas que possuem planos de saúde, 22% deles, disseram que aguardam algum tipo de atendimento pela rede pública.
Só dois entre cada dez entrevistados conseguiram ser atendidos em até um mês, enquanto quase metade da população encarara espera de um a seis meses. Uma parcela 29% da população aguarda há mais de seis meses, sendo que mais da metade deles relata estar na fila há mais de um ano.
A abrangência do estudo foi nacional, incluindo regiões metropolitanas, cidades do interior de diferentes portes e moradores nas cinco regiões do país. Foram ouvidas 2.418 pessoas, entre homens e mulheres, com idade superior a 16 anos, 60% delas residentes no interior, entre os dias três e dez de junho.

### Inclusão de terapias alternativas
A discussão sobre a inclusão de terapias alternativas no sistema público de saúde brasileiro existe desde a década de 1980. Em 2002, a Política Nacional de Atenção à Saúde dos Povos Indígenas destacou que os conhecimentos da medicina baseada em evidências não seriam suficientes para o bem-estar dos povos originários, que deveriam também ser atendidos com conhecimentos medicinares de povos indígenas. Em 2006, começou a implementação a nível nacional de terapias tradicionais e alternativas, como ioga, acupuntura e terapia de florais; a rol de práticas integrativas foi ampliado em 2017 e 2018, chegando a 29 terapias. Entre elas, estão: aromaterapia, aiuverda, biodança, constelação familiar, cromoterapia, dança circular, geoterapia, hipnoterapia, homeopatia, meditação, musicoterapia, ozonioterapia, fitoterapia, quiropraxia, reiki, terapia comunitária integrativa, termalismo social/crenoterapia.
A inclusão de terapias alternativas tem sido motivo de críticas de especialistas e não tiveram o apoio da comunidade científica, uma vez que não há evidências para a eficácia desses métodos. Questiona-se o ônus aos cofres públicos para financiar tratamentos sem comprovações científicas. Segundo o Conselho Federal de Medicina, em 2017, o Ministério da Saúde destinou mais de 17 bilhões de reais para terapias alternativas. Internacionalmente, países como o Reino Unido e Austrália têm empenhado esforços para banir terapias pseudocientíficas do rol de alternativas do setor público. O Brasil segue na direção contrária, sendo o único país que possui práticas como dança de roda financiada com dinheiro público.